# Serie GeForce 900
La serie GeForce 900 es una familia de unidades de procesamiento de gráficos desarrollada por Nvidia, que sucedió a la serie GeForce 700 y sirvió como la introducción de gama alta a la microarquitectura Maxwell, que lleva el nombre de James Clerk Maxwell. Se producen con el proceso de 28 nm de TSMC. 
Con Maxwell, el sucesor de Kepler, Nvidia esperaba tres resultados principales: capacidades gráficas mejoradas, programación simplificada y mejor eficiencia energética en comparación con las series GeForce 700 y GeForce 600.
Maxwell se anunció en septiembre de 2010, con los primeros productos GeForce para consumidores basados en Maxwell lanzados a principios de 2014.

## Arquitectura

### Maxwell de primera generación (GM10x)
La primera generación de Maxwell GM107/GM108 se lanzó como GeForce GTX 745, GTX 750/750 Ti y GTX 850M/860M (GM107) y GT 830M/840M (GM108). Estos nuevos chips brindan pocas características adicionales para el consumidor; En cambio, Nvidia se centró en la eficiencia energética. Nvidia aumentó la cantidad de caché L2 de 256 KiB en GK107 a 2 MiB en GM107, lo que reduce el ancho de banda de memoria necesario. En consecuencia, Nvidia cortó el bus de memoria de 192 bits en GK106 a 128 bits en GM107, ahorrando aún más energía. Nvidia también cambió el diseño del multiprocesador de transmisión del de Kepler (SMX), nombrándolo SMM. La estructura del planificador warp se hereda de Kepler, lo que permite que cada planificador emita hasta dos instrucciones independientes entre sí y ordenadas desde un mismo warp. El diseño de las unidades SMM se divide de modo que cada uno de los 4 programadores warp en un SMM controle 1 conjunto de 32 núcleos FP32 CUDA, 1 conjunto de 8 unidades de carga/almacenamiento y 1 conjunto de 8 unidades de funciones especiales. Esto contrasta con Kepler, donde cada SMX tiene 4 planificadores que programan un grupo compartido de 6 conjuntos de 32 núcleos FP32 CUDA, 2 conjuntos de 16 unidades de carga/almacenamiento y 2 conjuntos de 16 unidades de funciones especiales. Estas unidades están conectadas por una barra transversal que usa energía para permitir que se compartan los recursos. Este travesaño se elimina en Maxwell. Las unidades de textura y los núcleos FP64 CUDA aún se comparten. SMM permite una asignación de recursos más detallada que SMX, lo que ahorra energía cuando la carga de trabajo no es óptima para los recursos compartidos. Nvidia afirma que un SMM de 128 núcleos CUDA tiene el 86 % del rendimiento de un SMX de 192 núcleos CUDA. Además, cada clúster de procesamiento de gráficos, o GPC, contiene hasta 4 unidades SMX en Kepler y hasta 5 unidades SMM en Maxwell de primera generación.
GM107 es compatible con CUDA Compute Capability 5.0 en comparación con 3.5 en las GPU GK110/GK208 y 3.0 en las GPU GK10x. El paralelismo dinámico y HyperQ, dos características de las GPU GK110/GK208, también son compatibles con toda la línea de productos de Maxwell.
Maxwell proporciona operaciones atómicas de memoria compartida nativa para enteros de 32 bits y comparación e intercambio (CAS) de memoria compartida nativa de 32 y 64 bits, que se pueden usar para implementar otras funciones atómicas.
Si bien alguna vez se pensó que Maxwell usaba rasterización de modo inmediato basada en mosaicos, Nvidia corrigió esto en GDC 2017 diciendo que Maxwell en su lugar usa almacenamiento en caché de mosaicos.

#### NVENC
Las GPU basadas en Maxwell también contienen el bloque NVENC SIP introducido con Kepler. El codificador de video de Nvidia, NVENC, es de 1,5 a 2 veces más rápido que las GPU basadas en Kepler, lo que significa que puede codificar video a una velocidad de reproducción de 6 a 8 veces mayor.

#### PureVideo
Nvidia también reclama un aumento de rendimiento de 8 a 10 veces en la decodificación de video PureVideo Feature Set E debido al caché del decodificador de video junto con aumentos en la eficiencia de la memoria. Sin embargo, H.265 no es compatible con la decodificación de hardware completa, ya que se basa en una combinación de decodificación de hardware y software. Al decodificar video, se usa un nuevo estado de bajo consumo "GC5" en las GPU Maxwell para ahorrar energía.

### Maxwell de segunda generación (GM20x)
Maxwell de segunda generación introdujo varias tecnologías nuevas: Superresolución dinámica, Compresión de color Delta de tercera generación, Muestreo de programación multipíxel, Nvidia VXGI (Real-Time-Voxel- Global Illumination ), VR Direct, Multi-Projection Acceleration, y Multi-Frame Sampled Anti-Aliasing (MFAA) (sin embargo, se eliminó la compatibilidad con Coverage-Sampling Anti-Aliasing (CSAA)). También se agregó compatibilidad con HDMI 2.0.
Maxwell de segunda generación también cambió la relación ROP a controlador de memoria de 8:1 a 16:1. Sin embargo, algunos de los ROP generalmente están inactivos en la GTX 970 porque no hay suficientes SMM habilitados para darles trabajo y, por lo tanto, reducen su tasa máxima de llenado.
Maxwell de segunda generación también tiene hasta 4 unidades SMM por GPC, en comparación con 5 unidades SMM por GPC.
GM204 es compatible con CUDA Compute Capability 5.2 en comparación con 5.0 en las GPU GM107/GM108, 3.5 en las GPU GK110/GK208 y 3.0 en las GPU GK10x.
Las GPU GM20x de segunda generación de Maxwell tienen una NVENC mejorada que admite la codificación HEVC y agrega compatibilidad con las resoluciones de codificación H.264 a 1440p/60FPS y 4K/60FPS en comparación con NVENC en las GPU GM10x de primera generación de Maxwell que solo admiten la codificación H.264 1080p/60FPS.
La GPU Maxwell GM206 admite la decodificación de hardware HEVC de función fija completa.

## Controversia publicitaria

### Especificaciones de hardware de la GTX 970
Los problemas con las especificaciones de la GeForce GTX 970 fueron planteados por primera vez por los usuarios cuando descubrieron que las tarjetas, aunque presentaban 4 GB de memoria, memoria raramente accedida sobre el límite de 3.5 GB. Pruebas e investigaciones adicionales finalmente llevaron a Nvidia a emitir una declaración de que las especificaciones anunciadas inicialmente de la tarjeta se habían modificado sin previo aviso antes de que la tarjeta estuviera disponible comercialmente, y que la tarjeta tuvo un impacto en el rendimiento una vez que se puso en uso la memoria por encima del límite de 3,5 GB.
Las especificaciones de hardware de back-end de la tarjeta, anunciadas inicialmente como idénticas a las de la GeForce GTX 980, diferían en la cantidad de caché L2 (1,75 MB contra 2 MB en la GeForce GTX 980) y el número de ROP (56 frente a 64 en la 980). Además, se reveló que la tarjeta fue diseñada para acceder a su memoria como una sección de 3.5 GB, más una de 0.5 GB, siendo el acceso a esta última 7 veces más lento que la primera. Luego, la compañía prometió una modificación específica del controlador para paliar los problemas de rendimiento producidos por los recortes sufridos por la tarjeta. Sin embargo, Nvidia luego aclaró que la promesa había sido un error de comunicación y que no habría una actualización específica del controlador para la GTX 970. Nvidia afirmó que ayudaría a los clientes que querían reembolsos a obtenerlos. El 26 de febrero de 2015, el CEO de Nvidia, Jen-Hsun Huang, dejó constancia en el blog oficial de Nvidia para disculparse por el incidente. En febrero de 2015, se presentó una demanda colectiva por publicidad engañosa contra Nvidia y Gigabyte Technology en el Tribunal de Distrito de EE. UU. para el norte de California.
Nvidia reveló que puede deshabilitar unidades individuales, cada una con 256 KB de caché L2 y 8 ROP, sin deshabilitar controladores de memoria completos. Esto tiene el costo de dividir el bus de memoria en segmentos de alta y baja velocidad a los que no se puede acceder al mismo tiempo a menos que un segmento esté leyendo mientras el otro segmento está escribiendo porque la unidad L2/ROP que administra ambos controladores GDDR5 comparte el leer el canal de retorno y el bus de datos de escritura entre los dos controladores GDDR5 y él mismo. Esto se usa en la GeForce GTX 970, que por lo tanto puede describirse como que tiene 3,5 GB en su segmento de alta velocidad en un bus de 224 bits y 0,5 GB en un segmento de baja velocidad en un bus de 32 bits.
El 27 de julio de 2016, Nvidia acordó un acuerdo preliminar de la demanda colectiva de EE. UU., ofreciendo un reembolso de $30 en las compras de GTX 970. El reembolso acordado representa la parte del costo de las capacidades de almacenamiento y rendimiento que los consumidores supusieron que estaban obteniendo cuando compraron la tarjeta.

### Compatibilidad con computación asíncrona
Si bien la serie Maxwell se comercializó como totalmente compatible con DirectX 12, Oxide Games, desarrollador de Ashes of the Singularity, descubrió que las tarjetas basadas en Maxwell no funcionan bien cuando se utiliza computación asíncrona.
Parece que si bien el controlador expone esta característica principal, Nvidia la implementó parcialmente a través de una corrección basada en el controlador, lo que tiene un alto costo de rendimiento. A diferencia de las tarjetas gráficas basadas en GCN de la competencia de AMD, que incluyen una implementación completa de computación asíncrona basada en hardware, Nvidia planeó confiar en el controlador para implementar una cola de software y un distribuidor de software para enviar tareas asíncronas a los programadores de hardware., capaz de distribuir la carga de trabajo a las unidades correctas. Por lo tanto, la computación asíncrona en Maxwell requiere que tanto el juego como el controlador de la GPU estén codificados específicamente para la computación asíncrona en Maxwell a fin de habilitar esta capacidad. El punto de referencia de 3DMark Time Spy no muestra una diferencia de rendimiento notable entre la habilitación o la deshabilitación del cómputo asíncrono. El controlador de Maxwell deshabilita la computación asíncrona.
Oxide afirma que esto llevó a Nvidia a presionarlos para que no incluyeran la función de cómputo asíncrono en su punto de referencia, para que la serie 900 no estuviera en desventaja frente a los productos de AMD que implementan el cómputo asíncrono en el hardware.
Maxwell requiere que la GPU se particione estáticamente para el cálculo asíncrono para permitir que las tareas se ejecuten simultáneamente. Cada partición se asigna a una cola de hardware. Si alguna de las colas que están asignadas a una partición se vacía o no puede enviar el trabajo por algún motivo (por ejemplo, una tarea en la cola debe retrasarse hasta que se resuelva el riesgo), la partición y todos los recursos en esa partición se reservan. porque esa cola estará inactiva. Por lo tanto, la computación asíncrona podría dañar fácilmente el rendimiento en Maxwell si no está codificado para funcionar con el programador estático de Maxwell. Además, las tareas gráficas saturan las GPU de Nvidia mucho más fácilmente que las GPU basadas en GCN de AMD, que están mucho más orientadas a la computación, por lo que las GPU de Nvidia tienen menos lagunas de programación que las de AMD que podrían llenarse con computación asíncrona. Por estas razones, el controlador obliga a una GPU Maxwell a colocar todas las tareas en una cola y ejecutar cada tarea en serie, y otorgar a cada tarea los recursos indivisos de la GPU sin importar si cada tarea puede saturar la GPU o no.

## Productos

### Serie GeForce 900 (9xx)
| Modelo                | Lanzamiento              | Nombre en clave | Proceso   | Transistores (mil millones) | Tamaño del chip (mm2) | Config. del núcleo1 | Interfaz del bus | Caché L2 (MB) | Velocidad de reloj | Velocidad de reloj | Velocidad de reloj | Memoria     | Memoria               | Memoria     | Memoria             | Tasa de relleno2 | Tasa de relleno2 | Poder de procesamiento (GFLOPS)2 3 | Poder de procesamiento (GFLOPS)2 3 | TDP (vatios) | Soporte de SLI | Precio de Lanzamiento (USD) |
| Modelo                | Lanzamiento              | Nombre en clave | Proceso   | Transistores (mil millones) | Tamaño del chip (mm2) | Config. del núcleo1 | Interfaz del bus | Caché L2 (MB) | Base (MHz)         | Turbo (MHz)        | Memoria (MT/s)     | Tamaño (GB) | Ancho de banda (GB/s) | Tipo de bus | Ancho del bus (bit) | Píxel (GP/s)4    | Textura (GT/s)5  | Simple                             | Doble                              | TDP (vatios) | Soporte de SLI | MSRP                        |
| --------------------- | ------------------------ | --------------- | --------- | --------------------------- | --------------------- | ------------------- | ---------------- | ------------- | ------------------ | ------------------ | ------------------ | ----------- | --------------------- | ----------- | ------------------- | ---------------- | ---------------- | ---------------------------------- | ---------------------------------- | ------------ | -------------- | --------------------------- |
| GeForce GT 945A       | Febrero de 2016          | GM108           | TSMC 28HP | ?                           | ?                     | 512:24:8 (4)        | PCIe 3.0 x8      | ?             | 1072               | 1176               | 1800               | 1 / 2       | 14.4                  | DDR3 GDDR5  | 64                  | 8.5 9.4          | 25.7 28.2        | 1,097.7 1,204.2                    | 34.3 37.6                          | 33           | No             | OEM                         |
| GeForce GTX 950       | 20 de agosto de 2015     | GM206-250       | TSMC 28HP | 2.94                        | 227                   | 768:48:32 (6)       | PCIe 3.0 x16     | 1             | 1024               | 1188               | 6600               | 2           | 105.7                 | GDDR5       | 128                 | 32.7 38.0        | 49.1 57.0        | 1,572.8 1,824.7                    | 49.1 57.0                          | 90 (756)     | SLI de 2 vías  | $159                        |
| GeForce GTX 950 (OEM) | ?                        | GM206           | TSMC 28HP | 2.94                        | 227                   | 1024:64:32 (8)      | PCIe 3.0 x16     | 1             | 935                | ?                  | 5000               | 2           | 80.0                  | GDDR5       | 128                 | 29.9             | 59.8             | 1,914.9 ,                          | 59.8                               | ?            | SLI de 2 vías  | OEM                         |
| GeForce GTX 960       | 22 de enero de 2015      | GM206-300       | TSMC 28HP | 2.94                        | 227                   | 1024:64:32 (8)      | PCIe 3.0 x16     | 1             | 1127               | 1178               | 7000               | 2 47        | 112.1                 | GDDR5       | 128                 | 36.0 37.6        | 72.1 75.3        | 2,308.0 2,412.5                    | 72.1 75.3                          | 120          | SLI de 2 vías  | $199                        |
| GeForce GTX 960 (OEM) | ?                        | GM204           | TSMC 28HP | 5.2                         | 398                   | 1280:80:48 (10)     | PCIe 3.0 x16     | 1             | 924                | ?                  | 5000               | 3           | 120.0                 | GDDR5       | 192                 | 44.3             | 73.9             | 2,365.4 ,                          | 73.9                               | ?            | SLI de 2 vías  | OEM                         |
| GeForce GTX 970       | 18 de septiembre de 2014 | GM204-200       | TSMC 28HP | 5.2                         | 398                   | 1664:104:56 (13)    | PCIe 3.0 x16     | 1.75          | 1050               | 1178               | 7000               | 3.5 + 0.58  | 196.3 + 28.08         | GDDR5       | 224 + 328           | 58.8 65.9        | 109.2 122.5      | 3,494.4 3,920.3                    | 109.2 122.5                        | 145          | SLI de 4 vías  | $329                        |
| GeForce GTX 980       | 18 de septiembre de 2014 | GM204-400       | TSMC 28HP | 5.2                         | 398                   | 2048:128:64 (16)    | PCIe 3.0 x16     | 2             | 1126               | 1216               | 7000               | 4           | 224.3                 | GDDR5       | 256                 | 72.0 77.8        | 144.1 155.6      | 4,612.0 4,980.7                    | 144.1 155.6                        | 165          | SLI de 4 vías  | $549                        |
| GeForce GTX 980 Ti    | 1 de junio de 2015       | GM200-310       | TSMC 28HP | 8                           | 601                   | 2816:176:96 (22)    | PCIe 3.0 x16     | 3             | 1000               | 1075               | 7000               | 6           | 336.5                 | GDDR5       | 384                 | 96.0 103.2       | 176.0 189.2      | 5,632.0 6,054.4                    | 176.0 189.2                        | 250          | SLI de 4 vías  | $649                        |
| GeForce GTX TITAN X   | 17 de marzo de 2015      | GM200-400       | TSMC 28HP | 8                           | 601                   | 3072:192:96 (24)    | PCIe 3.0 x16     | 3             | 1000               | 1075               | 7000               | 12          | 336.5                 | GDDR5       | 384                 | 96.0 103.2       | 192.0 206.4      | 6,144.0 6,604.8                    | 192.0 206.4                        | 250          | SLI de 4 vías  | $999                        |

- 1 Sombreadores unificados: Unidades de mapeo de textura: Unidades de salida de renderizado (multiprocesadores de transmisión)
- 2 Reloj base, reloj turbo
- 3 Para calcular la potencia de procesamiento, consulte Maxwell.
- 4 La tasa de relleno de píxeles se calcula como el número de ROP multiplicado por la velocidad del reloj del núcleo respectivo.
- 5 La tasa de relleno de textura se calcula como el número de TMU multiplicado por la velocidad de reloj del núcleo respectivo.
- 6 Algunas tarjetas GTX950 se lanzaron sin conector de alimentación alimentado solo por ranura PCIe. Estos tenían un consumo de energía limitado y TPD a 75W.[58]
- 7 Algunos fabricantes produjeron versiones de 4 GB de GTX 960. A menudo se criticaron como movimientos inútiles, ya que los títulos que usarían tanta VRAM y en realidad obtendrían una ventaja sobre las versiones de 2 GB, ya funcionarían demasiado lento en esas resoluciones y configuraciones, como GTX960 no No tengo suficiente poder de cómputo y ancho de banda de memoria para manejarlo.[59]
- 8 Para acceder a su memoria, la GTX 970 divide los datos en 7 de sus 8 carriles de memoria física de 32 bits, a 196 GB/s. Se accede al último 1/8 de su memoria (0,5 GB en una tarjeta de 4 GB) en una conexión de 32 bits solitaria no intercalada a 28 GB/s, una séptima parte de la velocidad del resto del espacio de memoria. Debido a que este grupo de memoria más pequeño usa la misma conexión que el séptimo carril al grupo principal más grande, se enfrenta a los accesos al bloque más grande, lo que reduce el ancho de banda de memoria efectivo y no lo agrega como lo haría una conexión independiente.[60]

### Serie GeForce 900M (9xxM)
Algunas implementaciones pueden usar diferentes especificaciones.
| Modelo                     | Lanzamiento              | Nombre en clave | Fab (nm) | Transistores (millones) | Tamaño del chip (mm2) | Interfaz del bus | Config. del núcleo1 | Velocidades de reloj        | Velocidades de reloj         | Velocidades de reloj | Tasa de relleno | Tasa de relleno | Memoria                | Memoria                   | Memoria    | Memoria             | Versión de API soportada | Versión de API soportada | Versión de API soportada | Versión de API soportada | Poder de procesamiento (GFLOPS) | Poder de procesamiento (GFLOPS) | TDP (vatios) | Soporte de SLI2  |
| Modelo                     | Lanzamiento              | Nombre en clave | Fab (nm) | Transistores (millones) | Tamaño del chip (mm2) | Interfaz del bus | Config. del núcleo1 | Reloj base del núcleo (MHz) | Reloj turbo del núcleo (MHz) | Memoria (MT/s)       | Píxel (GP/s)3   | Textura (GT/s)4 | Tamaño (MiB)           | Ancho de banda (GB/s)     | Tipo       | Ancho del bus (bit) | DirectX                  | OpenGL                   | OpenCL                   | Vulkan                   | Simple5                         | Doble6                          | TDP (vatios) | Soporte de SLI2  |
| -------------------------- | ------------------------ | --------------- | -------- | ----------------------- | --------------------- | ---------------- | ------------------- | --------------------------- | ---------------------------- | -------------------- | --------------- | --------------- | ---------------------- | ------------------------- | ---------- | ------------------- | ------------------------ | ------------------------ | ------------------------ | ------------------------ | ------------------------------- | ------------------------------- | ------------ | ---------------- |
| GeForce 910M               | 18 de agosto de 2015     | GF1177          | 28       | 585                     | 116                   | PCIe 3.0 x8      | 96:16:8             | 775                         | 1550                         | 1800                 | 3.1             | 12.4            | 1024                   | 14.4                      | DDR3       | 64                  | 12.0 (11_0)              | 4.6                      | 1.1                      | N/A                      | 297.6                           | 1/12 of SP                      | 33           | No               |
| GeForce 910M               | 15 de marzo de 2015      | GK208           | 28       | ?                       | 87                    | PCIe 3.0 x8      | 384:16:8            | 575                         | 575                          | 1800                 | 5.13            | 9.2             | 2048                   | 14.4                      | DDR3       | 64                  | 12.0 (11_0)              | 4.6                      | 1.2                      | 1.1                      | 441.6                           | 18.4                            | 33           | No               |
| GeForce 920M               | 13 de marzo de 2015      | GF1177          | 28       | 585                     | 116                   | PCIe 3.0 x8      | 96:16:8             | 775                         | 1550                         | 1800                 | 3.1             | 12.4            | 1024                   | 14.4                      | DDR3       | 64                  | 12.0 (11_0)              | 4.6                      | 1.1                      | N/A                      | 297.6                           | 1/12 of SP                      | 33           | No               |
| GeForce 920M               | 13 de marzo de 2015      | GK208           | 28       | ?                       | 87                    | PCIe 3.0 x8      | 384:32:16           | 954                         | 954                          | 1800                 | 7.6             | 30.5            | 2048                   | 14.4                      | DDR3       | 64                  | 12.0 (11_0)              | 4.6                      | 1.2                      | 1.1                      | 732.7                           | 22.9                            | 33           | No               |
| GeForce 920MX              | Marzo de 2016            | GM1088          | 28       | 1870                    | 148                   | PCIe 3.0 x8      | 256:24:8            | 1072                        | 1176                         | 1800                 | 8.58            | 25.7            | 2048                   | 14.4                      | DDR3 GDDR5 | 64                  | 12.0 (11_0)              | 4.6                      | 1.2                      | 1.1                      | 549                             | 1/32 of SP                      | 16           | No               |
| GeForce 930M               | 13 de marzo de 2015      | GM1088          | 28       | 1870                    | 148                   | PCIe 3.0 x8      | 384:24:8            | 928                         | 941                          | 1800                 | 7.4             | 22.3            | 2048                   | 14.4                      | DDR3       | 64                  | 12.0 (11_0)              | 4.6                      | 1.2                      | 1.1                      | 712.7                           | 22.3                            | 33           | No               |
| GeForce 930MX              | 1 de marzo de 2016       | GM1088          | 28       | ?                       | ?                     | PCIe 3.0 x8      | 384:24:8            | 952                         | 1020                         | 2000                 | ?               | ?               | 2048                   |                           | DDR3 GDDR5 | 64                  | 12.0 (11_0)              | 4.6                      | ?                        | ?                        | ?                               | ?                               | ?            | ?                |
| GeForce 940M               | 13 de marzo de 2015      | GM107           | 28       | 1870                    | 148                   | PCIe 3.0 x16     | 640:40:16           | 1029                        | 1100                         | 2002                 | 16.5            | 41.2            | 2048                   | 16 - 80.2                 | GDDR5 DDR3 | 128                 | 12.0 (11_0)              | 4.6                      | 1.2                      | 1.1                      | 1317                            | 41.1                            | 75           | No               |
| GeForce 940M               | 13 de marzo de 2015      | GM1088          | 28       | ?                       | ?                     | PCIe 3.0 x8      | 384:24:8            | 1029                        | 1100                         | 2002                 | 8.2             | 24.7            | 2048                   | 16 - 80.2                 | GDDR5 DDR3 | 64                  | 12.0 (11_0)              | 4.6                      | 1.2                      | 1.1                      | 790.3                           | 24.7                            | 33           | No               |
| GeForce 940MX              | 10 de marzo de 2016      | GM1088          | 28       | 1870                    | 148                   | PCIe 3.0 x8      | 384:24:8            | 1122                        | 1242                         | 2002                 | 8.98            | 26.93           | 2048 4096              | 16.02 (DDR3) 40.1 (GDDR5) | GDDR5 DDR3 | 64                  | 12.0 (11_0)              | 4.6                      | 1.2                      | 1.1                      | 861.7                           | ?                               | 23           | No               |
| GeForce 945M               | 2015                     | GM107           | 28       | 1870                    | 148                   | ?                | 640:40:16           | 1029                        | 1085                         | ?                    | 16.46           | 41.2            | ?                      | ?                         | DDR3 GDDR5 | 128                 | 12.0 (11_0)              | 4.6                      | 1.2                      | 1.1                      | 1,317.1                         | ?                               | 75           | ?                |
| GeForce 945M               | 2015                     | GM1088          | 28       | ?                       | ?                     | PCIe 3.0 x8      | 384:24:8            | 1122                        | 1242                         | ?                    | 8.98            | 26.93           | ?                      | ?                         | DDR3 GDDR5 | 64                  | 12.0 (11_0)              | 4.6                      | 1.2                      | 1.1                      | 861.7                           | ?                               | 23           | ?                |
| GeForce GT 945A            | 13 de marzo de 2015      | GM1088          | 28       | ?                       | ?                     | PCIe 3.0 x8      | 384:24:8            | 1072                        | 1176                         | 1800                 | 8.58            | 25.73           | 2048                   | 14.4                      | DDR3       | 64                  | 12.0 (11_0)              | 4.6                      | 1.2                      | ?                        | ?                               | ?                               | 33           | ?                |
| GeForce GTX 950M           | 13 de marzo de 2015      | GM107           | 28       | 1870                    | 148                   | PCIe 3.0 x16     | 640:40:16           | 914                         | 1085                         | 5012                 | 14.6            | 36.6            | 2048(GDDR5) 4096(DDR3) | 80(GDDR5) 32(DDR3)        | DDR3 GDDR5 | 128                 | 12.0 (11_0)              | 4.6                      | 1.2                      | 1.1                      | 1170                            | 36.56                           | 75           | No               |
| GeForce GTX 960M           | 13 de marzo de 2015      | GM107           | 28       | 1870                    | 148                   | PCIe 3.0 x16     | 640:40:16           | 1029                        | 1085                         | 5012                 | 16.5            | 41.2            | 2048 4096              | 80                        | GDDR5      | 128                 | 12.0 (11_0)              | 4.6                      | 1.2                      | 1.1                      | 1317                            | 41.16                           | 65           | No               |
| GeForce GTX 965M           | 5 de enero de 2015       | GM204           | 28       | 5200                    | 398                   | PCIe 3.0 x16     | 1024:64:32          | 924                         | 950                          | 5000                 | 30.2            | 60.4            | 2048 4096              | 80                        | GDDR5      | 128                 | 12.0 (12_1)              | 4.6                      | 1.2                      | 1.1                      | 1945                            | 60.78                           | 60           | Sí               |
| GeForce GTX 970M           | 7 de octubre de 2014     | GM204           | 28       | 5200                    | 398                   | PCIe 3.0 x16     | 1280:80:48          | 924                         | 993                          | 5012                 | 37.0            | 73.9            | 3072 6144              | 120                       | GDDR5      | 192                 | 12.0 (12_1)              | 4.6                      | 1.2                      | 1.1                      | 2365                            | 73.9                            | 75           | Sí               |
| GeForce GTX 980M           | 7 de octubre de 2014     | GM204           | 28       | 5200                    | 398                   | PCIe 3.0 x16     | 1536:96:64          | 1038                        | 1127                         | 5012                 | 49.8            | 99.6            | 4096 8192              | 160                       | GDDR5      | 256                 | 12.0 (12_1)              | 4.6                      | 1.2                      | 1.1                      | 3189                            | 99.6                            | 100          | Sí               |
| GeForce GTX 980 (Notebook) | 22 de septiembre de 2015 | GM204           | 28       | 5200                    | 398                   | PCIe 3.0 x16     | 2048:128:64         | 1064                        | 1216                         | 7010                 | 72.1            | 144             | 4096 8192              | 224                       | GDDR5      | 256                 | 12.0 (12_1)              | 4.6                      | 1.2                      | 1.1                      | 4612                            | 144                             | 145          | Sí               |
| Modelo                     | Lanzamiento              | Nombre en clave | Fab (nm) | Transistores (millones) | Tamaño del chip (mm2) | Interfaz del bus | Config. del núcleo1 | Reloj base del núcleo (MHz) | Reloj turbo del núcleo (MHz) | Memoria (MT/s)       | Píxel (GP/s)3   | Textura (GT/s)4 | Tamaño (MiB)           | Ancho de banda (GB/s)     | Tipo       | Ancho del bus (bit) | DirectX                  | OpenGL                   | OpenCL                   | Vulkan                   | Simple5                         | Doble6                          | TDP (vatios) | Soporte de SLI}2 |
| Modelo                     | Lanzamiento              | Nombre en clave | Fab (nm) | Transistores (millones) | Tamaño del chip (mm2) | Interfaz del bus | Config. del núcleo1 | Velocidades de reloj        | Velocidades de reloj         | Velocidades de reloj | Tasa de relleno | Tasa de relleno | Memoria                | Memoria                   | Memoria    | Memoria             | Versión de API soportada | Versión de API soportada | Versión de API soportada | Versión de API soportada | Poder de procesamiento (GFLOPS) | Poder de procesamiento (GFLOPS) | TDP (vatios) | Soporte de SLI}2 |

- 1 Sombreadores unificados: Unidades de mapeo de textura: Unidades de salida de renderizado
- 2 Se puede conectar un máximo de 2 tarjetas GPU duales en tándem para una configuración SLI de 4 vías, ya que las tarjetas GPU duales cuentan con SLI bidireccional integrado.
- 3 La tasa de relleno de píxeles se calcula como el menor de tres números: el número de ROP multiplicado por la velocidad del reloj del núcleo base, el número de rasterizadores multiplicado por el número de fragmentos que pueden generar por rasterizador multiplicado por la velocidad del reloj del núcleo base y el número de multiprocesadores de transmisión multiplicado por el número de fragmentos por reloj que pueden generar multiplicado por la frecuencia de reloj base.[94]
- 4 La tasa de relleno de textura se calcula como el número de TMU multiplicado por la velocidad de reloj del núcleo base.
- 5 El rendimiento de precisión simple se calcula como 2 veces el número de sombreadores multiplicado por la velocidad del reloj del núcleo base.
- 6 El rendimiento de precisión doble de los chips Maxwell es 1/32 del rendimiento de precisión simple.[95][96]
- 7 Carece de codificador de video de hardware
- 8 Carece de codificador y decodificador de video de hardware

## Soporte discontinuado
«Driver 368.81 is the last driver to support Windows XP/Windows XP 64-bit.».
- Windows XP de 32 bits: descarga del controlador 368.81
- Windows XP de 64 bits: descarga del controlador 368.81

Nvidia anunció que después del lanzamiento de los controladores 390, ya no lanzará controladores de 32 bits para sistemas operativos de 32 bits.
Las GPU para portátiles basadas en la arquitectura Kepler pasaron al soporte heredado en abril de 2019 y dejaron de recibir actualizaciones de seguridad críticas después de abril de 2020. Las Nvidia GeForce 910M y 920M de la familia de GPU 9xxM se ven afectadas por este cambio.
Nvidia anunció que después del lanzamiento de los controladores 470, cambiaría el soporte de controladores para los sistemas operativos Windows 7 y Windows 8.1 al estado heredado y continuaría brindando actualizaciones de seguridad críticas para estos sistemas operativos hasta septiembre de 2024.